# Muna (đảo)

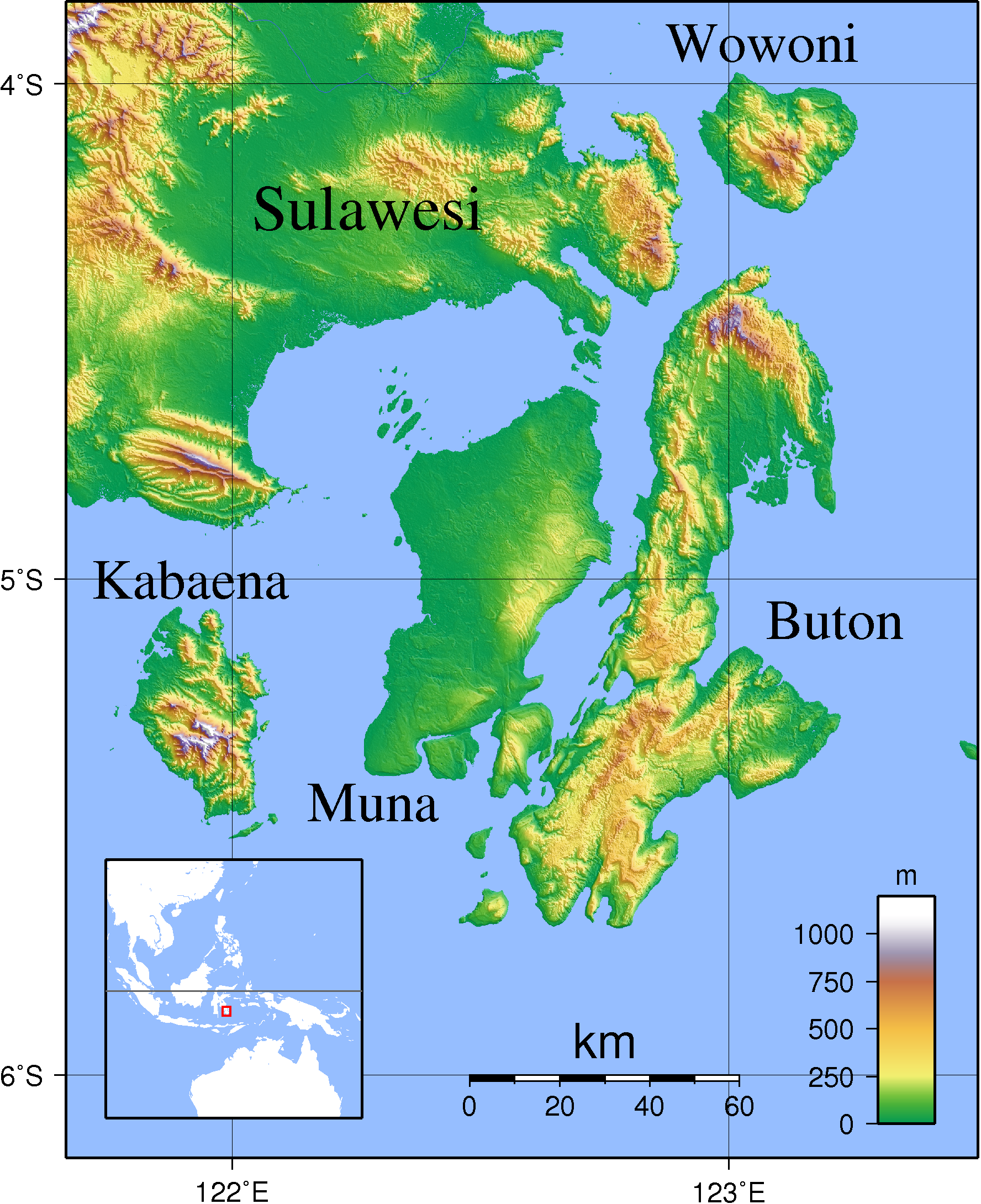
Muna trong quần đảo Buton

Muna (Pulau Muna) là một đảo thuộc tỉnh Đông Nam Sulawesi của Indonesia. Đảo có diện tích 3.219,84 km2 (1.243,19 dặm vuông Anh) và dân số là 316.293 theo điều tra nhân khẩu năm 2010 và 368.654 theo điều tra nhân khẩu năm 2020. Đảo nằm ngay ngoài khơi đông nam đảo lớn Sulawesi và phía tây đảo Buton. Đảo bao gồm hầu hết địa phận của ba huyện trong tỉnh: Huyện Muna (Kabupaten Muna), huyện Tây Muna (Kabupaten Muna Barat), và Trung Buton (Kabupaten Buton Tengah).

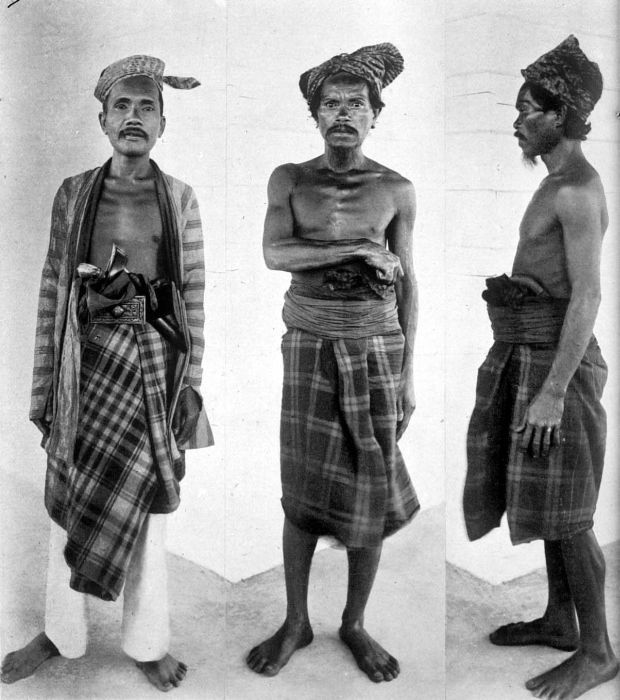
Ba người đàn ông từ đảo Muna

| Kabupaten                    | Diện tích in km2 | Dân số điều tra 2010 | Dân sôd điều tra 2020 | bao gồm |
| ---------------------------- | ---------------- | -------------------- | --------------------- | --- |
| Huyện Muna (một phần)        | 1.627,89         | 172.435              | 187.917               | toàn bộ các khu trừ Towea (một nhóm đảo ở phía bắc của Muna), và Pasih Putih, Pasi Kolaga, Wakorumba Selatan, Batukara và Maligano (năm khu trên đảo Buton) |
| Huyện Tây Muna (một phần)    | 844,23           | 66.769               | 78.906                | toàn bộ các khu trừ Tiworo Utara (một nhóm đảo ở phía tây bắc của Muna)                                                                                     |
| Huyện Trung Buton (một phần) | 747,72           | 77.089               | 101.831               | toàn bộ các khu trừ Talaga Raya (nằm trên đảo Kabaena ở phía tây)                                                                                           |